# Национални парк Бикин
Национални парк Бикин (рус. Национальный парк Бикин) је један од националних паркова Русије и посебно заштићено природно подручје у Пожарском рејону у Приморској Покрајини на Руском далеком истоку. Парк је формиран 3. новембра 2015. године декретом Владе Руске Федерације у оквиру програма заштите и ширења критично угрожене врсте амурског тигра. Парк обухвата територију државног резервата природе Верхебикински, који је од регионалног значаја и део територије Бикинскаја.. Ово је један од најмлађих националних паркова Русије, а његова укупна површина износи 11,600 km². Територија парка стационирана је на западном делу планинског масива Сихоте Алињ. Надморска висина у парку варира од локације, па је тако најнижа на 200 м у долини реке Бикин, а највиша на 1932 метара, на Анику, највишој тачки Приморске Покрајине.

## Циљеви и задаци
Парк је формиран да би се у њему решили следећи проблеми: 
- Очување јединствених природних локација
- Очување историјских и културних локација, зашитита станишта и традиционалног начина живота аутохтоних народа (Удегејци и Нанајци)
- Еколошко образовање становништва и стварање услова за регулирани туризам и рекреацију
- Државно надгледање земље у циљу заштите и очувања подручја

## Флора и фауна
Територија националног парка је једно од последњих природних станишта амурског тигра, где живи 10% светске популације ове врсте.
У парку је пописана 51 врста сисара као што су лос, дивља свиња, срна, риђа лисица, тигар, мрки и хималајски мрки медвед, самур, визон, бизамски пацов и многе друге. На подручју националног парка настањене су 194 врсте птица, а најмање 9 њих забележено је у Црвеној књизи Русије, као што су црна рода, Mergus squamatus, Bubo blakistoni и друге. У парку је пописано и 10 врста гмизаваца, 7 врста водоземаца и 26 врста риба.
Вегетацију представљају лишћарске листопадне шуме и широколисне шуме кедара, a због ове распрострањености у шумским деловима националног парка настањен је велики број врста сисара. Шуме око реке Бикин су пример мешане вегетације на северу и југу парка. На северном подручју расту биљке као што су кедар, бреза, јасен, орах и друге, док ја југу расте женшен, Eleutherococcus, Rhododendron dauricum, киви и аралија.

## Клима
На подручју националног парка преовлађује умереноконтинентална клима, са великим разликама у температури, са топлим и влажним летима, а хладним зимама.

## Становништво
На простору Националног парка Бикин и у његовој околини насељени су тунгуско-манџурски народи Удегејци и Нанајци. До краја 19. века, Удегејци нису били квалификовани као народ, они и Нани сматрани су једним народом..
Материјална и духовна култура бикинских Удегејаца и Нанајаца има много тога заједничког, јер су дуги низ година настањени на овом подручју. Древно становништво које настањује Приморску Покрајину од давних времена бави се ловом, риболовом, сакупљањем плодова и многим традиционалним занатима овог подручја. 
На простору Националног парка Бикин налазе се природне и историјске знаменитости које бикински Удегејци и други мали народи Приморске Покрајине изузетно поштују, а то су древна насеља, стари млинови и многи други објекти који су саставни део културе и историје народа ових простора. За Удегејце, амурски тигар је света животиња..

## Управљање парком
Заједно са заштитом природе и еко-туризмом, инфраструктура парка се развија на начин који је осмишљен да заштити начин живота Удегејаца и Нанајаца. 
Процењено је да 600 аутохтоних становника овог краја живи традиционалним животним стилом и бави се рибарством, ловом и скуљањем пињола. Током зонирања парка за различите начине коришћења (очување, научна истраживања, еко-туризам и др.), Влада Руске Федерације се обавезала да ће 68% земљишта остати на располагању за традиционалну употребу народа који овде живе.